# Bergschaden

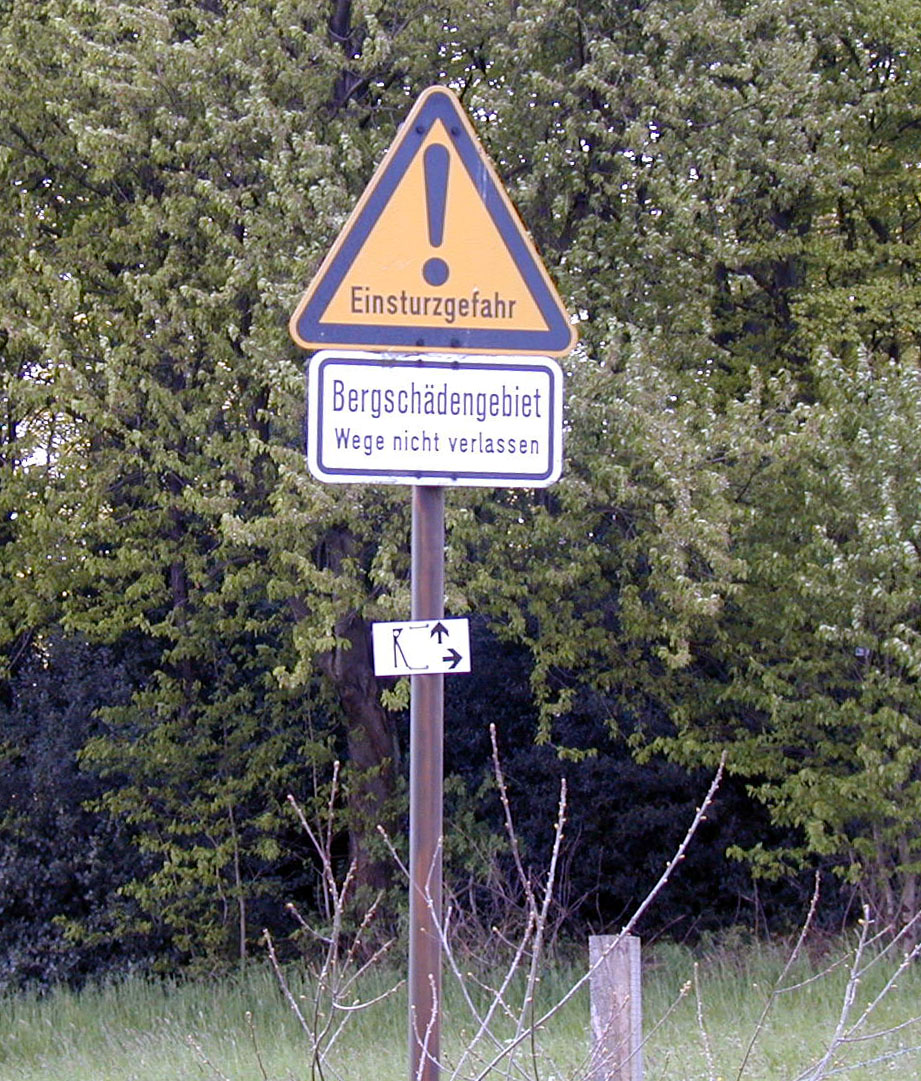
Warnschild vor Bergschäden im südlichen Ruhrgebiet

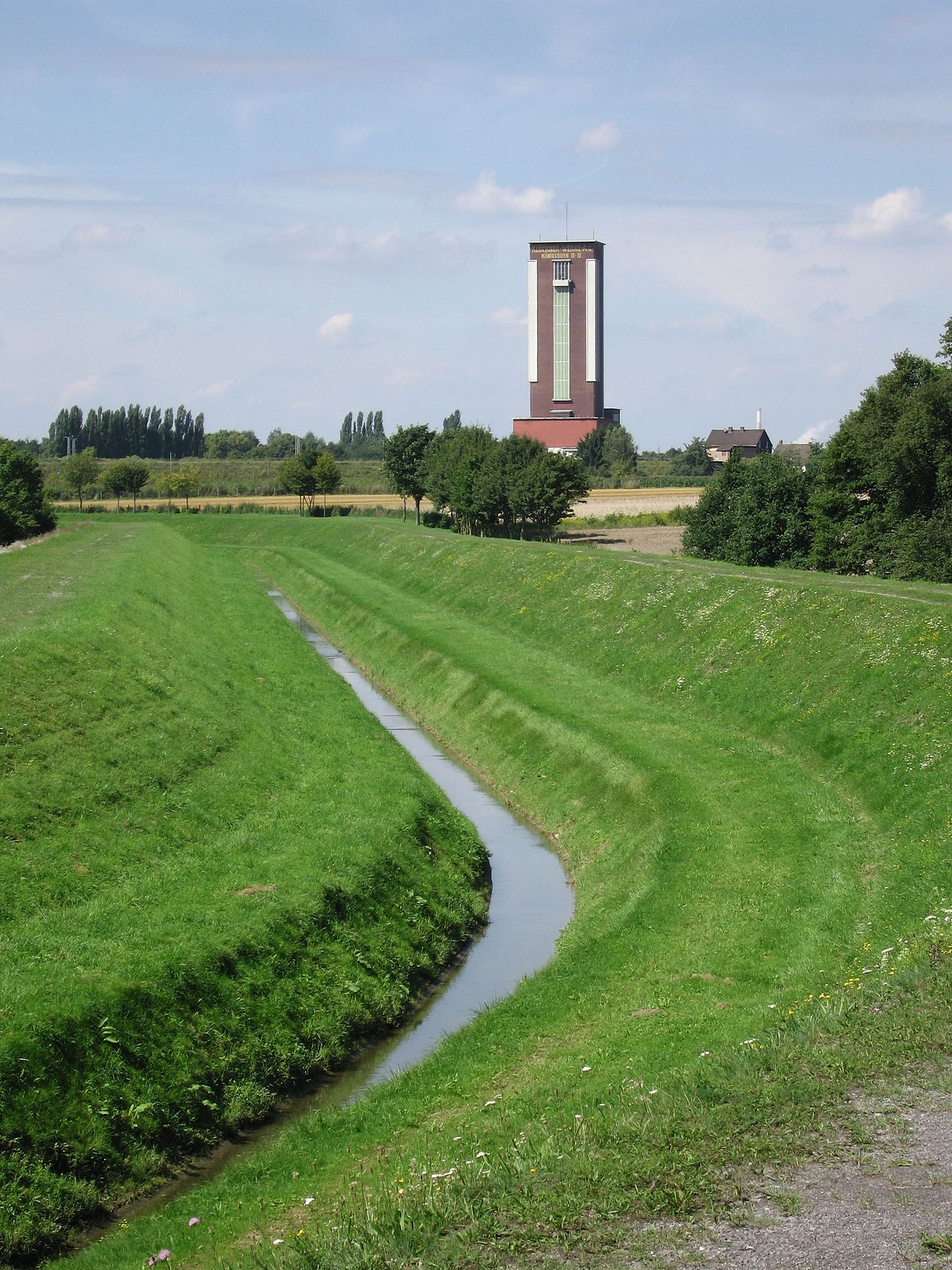
Durch Bergsenkung notwendig gewordener technischer Ausbau der Seseke (Nordrhein-Westfalen)

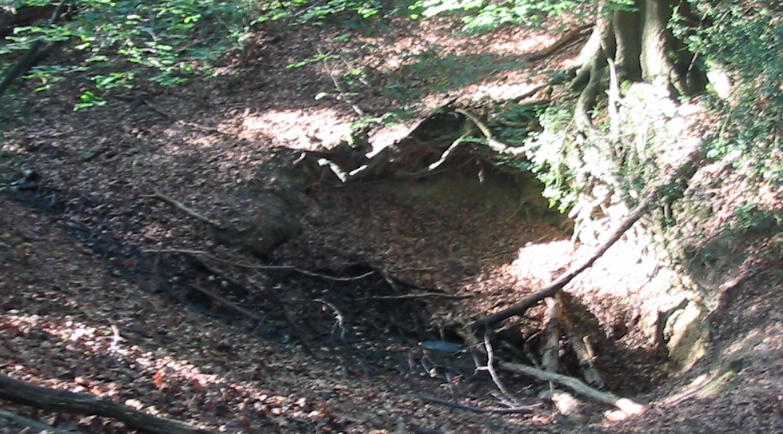
Tagesbruch in einem Bachtal bei Wetter. Der Bach versickert völlig in den alten Bauen.

Ein Bergschaden ist ein durch bergbauliche Aktivitäten zumeist an Bauwerken und Grundeigentum verursachter Schaden. Ebenfalls als Bergschaden gilt es, wenn ein unbeteiligter Mensch durch bergbauliche Aktivitäten zu Schaden kommt. Wird ein Schaden an Gebäuden o. ä. eines Bergwerks durch die bergbaulichen Tätigkeiten eines anderen Bergwerks verursacht, so gilt dies jedoch nicht als Bergschaden. Bergschäden werden nicht nur von untertägigem Abbau verursacht. Auch Grundwasserabsenkungen („Sümpfung“), der Wiederanstieg des Grundwassers durch Einstellung oder Veränderung der Sümpfung oder horizontale Erdbewegungen im Einflussbereich von Tagebau(en) können zu Bergschäden führen.

## Grundlagen
Durch den untertägigen Abbau von Lagerstätten wird das Hangende allmählich freigelegt und bricht aufgrund des mangelnden Widerlagers ein. Dadurch wird das vorher vorhandene physikalische Gleichgewicht des Gebirgskörpers beeinflusst. Infolge davon werden die darüberliegenden Gebirgsschichten in Bewegung versetzt. Diese Bewegungsvorgänge machen sich bis zur Tagesoberfläche bemerkbar. Je nach Teufe und Gesteinsschichten kommt es dann zu unterschiedlichen Auswirkungen auf die Tagesoberfläche. Bei großen Teufen (> 60 Meter) senkt sich die Erdoberfläche allmählich ab, dieser Vorgang wird als Bergsenkung bezeichnet. Bei Bergsenkungen werden im Regelfall Gebirgsbewegungen wie Senkungen, Schiefstellungen, Zerrungen und Pressungen verursacht. Zudem wird das allgemeine Landschaftsbild durch die Senkungen verändert. Beim Abbau im oberflächigen Bereich sind die Folgen erheblich größer als bei größeren Teufen mit großer Überdeckung. Hierbei kommt es, insbesondere durch den Abbau von mächtigen Flözen, zum kompletten Durchbruch des Deckgebirges in Form eines Tagesbruches. Allerdings kann es bei oberflächennahen Grubenbauen nach dem Abbau Jahrzehnte oder sogar Jahrhunderte bis zum Eintreten eines Schadensfalls dauern.
Wird unter festen und spröden Gebirgsschichten wie z. B. Sandstein oder Sandschiefer abgebaut, so brechen diese Gesteinsschichten nicht sofort in den durch den Abbau entstandenen Bruchraum ein. Je nach Aufbau der Gebirgsschicht kann es zum plötzlichen Aufreißen von Bruchspalten kommen. Dies kann zu erdbebenartigen Erschütterungen führen, abhängig davon, wie groß die herabsinkenden oder -fallenden Gesteinsmassen sind und ob sie plötzlich/ruckartig herunterfallen bzw. -rutschen. Durch die bergbaulichen Eingriffe kommt es zu einer grundhaften Veränderung der hydrogeologischen Verhältnisse. In verlassenen Bergrevieren steigt beim Abstellen der Wasserhaltungen das Grubenwasser stark an. Dies kann dazu führen, dass es durch Aufquellen von Erdschichten zu Hebungen kommt. Außerdem kann es dazu kommen, dass der Grundwasserspiegel ansteigt.
Durch den Braunkohlentagebau kommt es in den jeweiligen Bergbaugebieten zu einer technisch herbeigeführten Absenkung des Grundwasserspiegels. Aufgrund des dadurch fehlenden Auftriebs führt diese Grundwasserabsenkung zu einer Erhöhung der effektiven Spannungen, welche letztendlich zu Bodensenkungen der Geländeoberfläche führen. Nach Beendigung des Tagebaus werden die Sümpfungsmaßnahmen eingestellt und der Grundwasserspiegel steigt wieder an. Dies führt im Laufe der Zeit zu Hebung der vorher abgesenkten Geländeoberfläche. Während dieser Hebungsphase, deren Auswirkungen geringer sind als während der Senkungsphase, sind vereinzelte Bergschäden nicht gänzlich auszuschließen.
Werden aufgrund dieser durch den Bergbau hervorgerufenen Veränderungen der Erdoberfläche Personen geschädigt oder getötet oder kommt es zu einer Schädigung von Sachen, spricht man von einem Bergschaden. Für den entstandenen Schaden muss der Bergbautreibende dann haften, wenn ein kausaler Zusammenhang zwischen den bergbaulichen Tätigkeiten und dem Schaden besteht.
Bei der Gewinnung von Erdwärme mittels Geothermie können Folgeschäden auftreten, die unter bestimmten Bedingungen als Bergschaden gewertet werden können. Rechtliche Voraussetzung hierfür besteht dann, wenn Erdwärme in den Berggesetzen als bergfreier Bodenschatz gewertet wird. Schäden können auftreten, wenn aufgrund einer Geothermiebohrung Wasser in bestimmte Bodenschichten nachdrängt und es dadurch zu Hebungen kommt, die sich dann negativ auf Gebäude auswirken. Die entstandenen Schäden können rechtlich als Bergschaden gewertet werden, wenn ein eindeutiger Bohrbezug und eine Kausalität zum Bergbau besteht. Hierfür muss die Geothermiebohrung so geplant sein, dass ihre Durchführung einer bergrechtlichen Genehmigung bedarf. Dafür muss die Bohrung z. B. mehr als 100 Meter tief gebohrt werden und es muss eine gewerbliche Nutzung der Geothermiebohrung angestrebt sein. Außerdem darf die Bohrung nicht auf dem Grundstück erfolgt sein auf dem das geschädigte Gebäude steht, sondern sie muss auf einem anderen Gebäude erfolgt sein.

## Geschichte
Seitdem der Mensch Bergbau betreibt, gibt es auch Bergschäden, die somit ständiger Begleiter sind. Die Bergschäden gehörten über lange Jahrzehnte für die vom Bergbau abhängigen Beschäftigten „mit dazu“. Die Schäden, die durch den Bergbau an der Tagesoberfläche entstanden, waren nach damaliger Auffassung weder gewollt, noch waren sie vorhersehbar, sie galten einfach als „Natur der Sache“. Bereits in der ersten Hälfte des 14. Jahrhunderts kam es nachweislich zu Streitigkeiten aufgrund von Bergschäden. Der Bergbau galt nach den alten Gesetzen als volkswirtschaftlich wichtiger als die Benutzung des Grundeigentums. Zudem war in den alten Berggesetzen das Anrecht auf gesonderten Bergschadensanspruch nicht vorgesehen, sondern der Grundstückseigentümer wurde für alle Benachteiligungen aus dem Bergbaubetrieb durch den Erhalt von Kuxen oder sonstigen Zuwendungen einmalig abgefunden. In Westfalen waren in früheren Zeiten Bergschäden durch die Tradde abgegolten. Bis in die zweite Hälfte des 19. Jahrhunderts war der Sachverhalt des Bergschadens und eventuelle Bergschadensprozesse in den Bergbauländern und Regionen gesetzlich nur uneinheitlich geregelt. Mit Inkrafttreten des Preußischen Berggesetzes war die Definition und die Regulierung von Bergschäden durch das Allgemeine Berggesetz für die Preussischen Staaten rechtlich vorgegeben. Mittlerweile waren in der zweiten Hälfte des 19. Jahrhunderts in einigen Bergbauregionen, z. B. im Ruhrgebiet, große Schäden an Häusern und an der Tagesoberfläche durch Bodenbewegungen entstanden.
Gegen Ende des 19. Jahrhunderts hatten sich die Interessensstreitigkeiten zwischen den Bergbautreibenden und den Grundeigentümern in erheblichem Maß verschärft. Aufgrund von Bergschäden wurde eine große Anzahl von Prozessen geführt, die sich lange hinzogen und zu hohen Kosten führten. Zu dieser Zeit gab es in den Bergrevieren Preußens mittlerweile mehrere Commissionen zur Regulierung von Bergschäden, die in Form von Schiedsgerichten die Anträge auf Bergschadensregulierung bearbeiteten. Diese waren vom Handelsminister ins Leben gerufen worden, um die Streitigkeiten zwischen den Bergbautreibenden und den Bergbaugeschädigten ohne Klage vor Gericht durch Schiedssprüche zu beenden. In der zweiten Hälfte des 19. Jahrhunderts kam es zu zwei gerichtlichen Streitfällen zwischen Bergbautreibenden und Eisenbahngesellschaften, die jedoch in beiden Fällen von den Gerichten zuungunsten der Bergbautreibenden entschieden wurden. Das Problem der Bergschäden an Häusern verstärkte sich in einigen Bergbauregionen dadurch, dass es durch den expandierenden Bergbau zu stärkeren Besiedlungen kam, was dann unweigerlich zu erneuten Bergschäden sowohl durch alten als auch durch neuen Bergbau an den Bebauungen führte.
Anfang des 20. Jahrhunderts kam es zu Überlegungen, wie man bergbaulich induzierte Schäden an Straßenbahngleisen verhindern kann. Vorausgegangen waren mehrere Prozesse der Straßenbahnbetreiber gegen die Bergbaubetreiber im rheinisch westfälischen Kohlenrevier. In der ersten Hälfte des 20. Jahrhunderts mussten bereits viele Zechen, aufgrund verlorener Schadensprozesse, hohe Geldbeträge zur Bergschadensregulierung aufbringen. Die Betroffenen in den Bergschadensgebieten wehrten sich dagegen, dass ihr Eigentum durch Risse beschädigt wurde, was die bestimmungsgemäße Nutzung der Gebäude maßgeblich einschränkte. Bereits zu diesem Zeitpunkt gab es Überlegungen, vorbeugende Maßnahmen gegen Bergschäden bei Neubauten vorzunehmen. Man ging davon aus, dass diese Maßnahmen dazu führten, dass dieses letztendlich kostengünstiger für die schadensersatzpflichtigen Bergwerke würde. Proteste gegen den Bergbau und die daraus resultierenden Bergschäden fanden in der Öffentlichkeit und der Politik bis in die 1960er Jahre nur wenig Beachtung. In den 1990er Jahren waren bis zu 30.000 Bergschadensfälle registriert. Diese Bergschäden wurden von den Bergbaubetreibern (RAG) reguliert. Mehr als 90 Prozent der Schadensfälle hatten einen Schadensrahmen von unter 5000 Euro pro Schaden. Jährlich werden auch bis zu 70 Schäden von stillgelegten Bergwerken der Bezirksregierung Arnsberg (hat die Funktion des früheren Landesoberbergamts übernommen) gemeldet. Unter den gemeldeten Schadensfällen wurden rund 30 durch Tagesbrüche verursacht. Da die Schäden von Stollenbergwerken stammen, die vielfach schon im 18. Jahrhundert betrieben wurden, lässt sich der Verursacher meist nicht mehr ermitteln. Wenn sich der ursprüngliche Betreiber noch ermitteln lässt, ist zudem oftmals kein Rechtsnachfolger auffindbar, der haftbar gemacht werden könnte.
2008 wurden der DSK etwa 35.000 neue Bergschäden mit einem Schadensvolumen von ca. 70 Millionen Euro gemeldet, für die Gelder zur Instandsetzung und Regulierung ausgezahlt wurden. Der Börsengang und die Bergbau-Stiftung entbinden die RAG auch in den kommenden 30 Jahren davon, Schadenersatz für neue Bergschäden zu zahlen. Die Bergbau-Stiftung hat die Funktion, die Ewigkeitskosten (manchmal 'Jahrhundertkosten' genannt) zu erwirtschaften und sicherzustellen, dass Finanzen z. B. für den Dauerbetrieb der Entwässerung bereitstehen. Der Landtag NRW hat einen 'Unterausschuss für Bergbausicherheit', der sich auch mit Bergschäden beschäftigt.

## Arten von Bergschäden

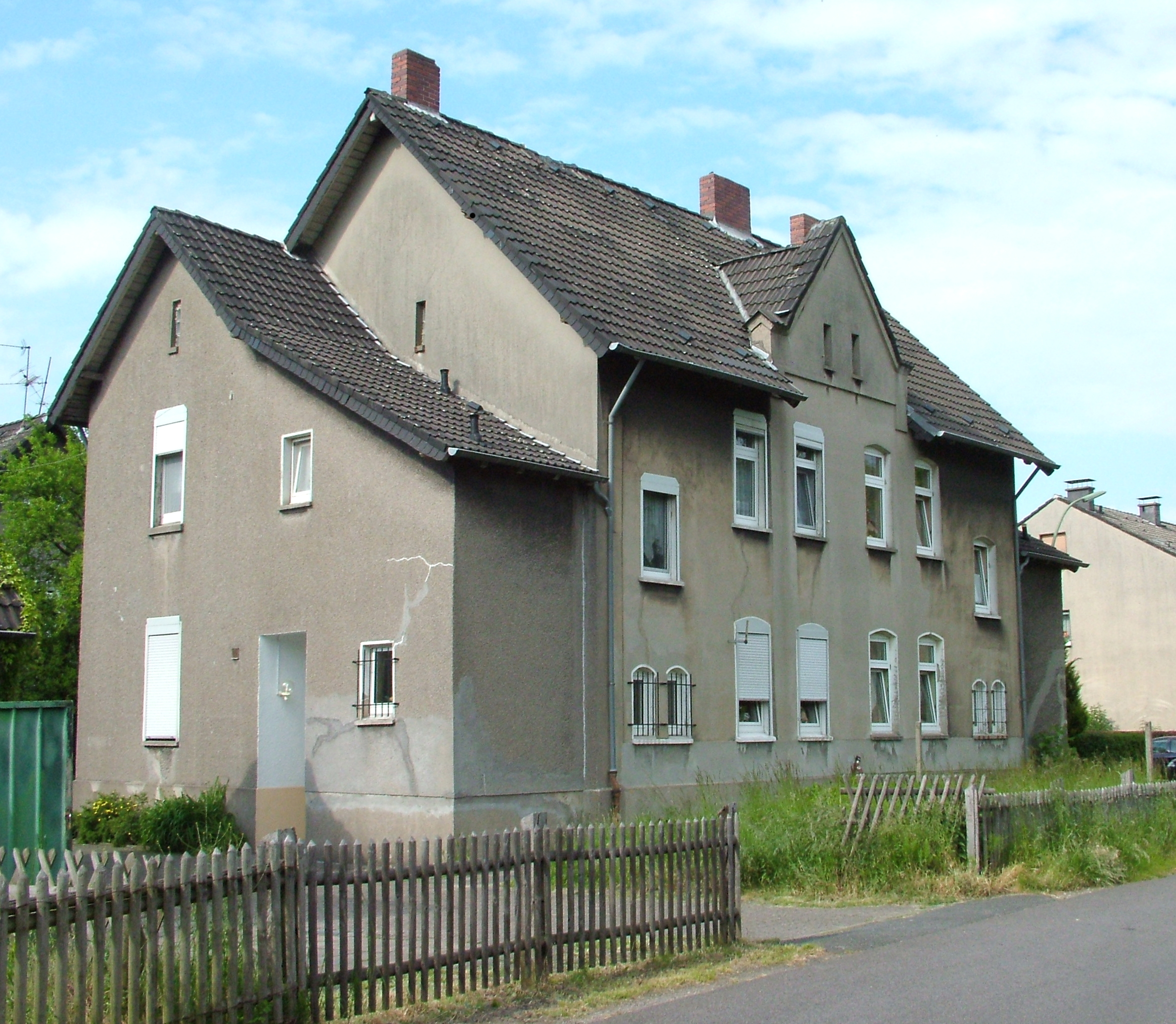
Bergschäden (Risse, links) an einem Haus in Gladbeck-Rentfort

Die vom Bergbau verursachten Bodenbewegungen und -verformungen bewirken an der Erdoberfläche unterschiedliche Schäden, und zwar an Häusern, Industrie- und Verkehrsanlagen, Versorgungsleitungen und land- oder forstwirtschaftlich genutzten Flächen. Ebenso können am Bergbau unbeteiligte Personen durch die in unmittelbarer Nähe stattfindenden bergbaulichen Aktivitäten zu Schaden kommen.

### Gebäudeschäden
Die aufgrund bergbaulicher Einwirkungen entstehenden Gebäudeschäden können unterschiedliche Schadensformen annehmen. Schäden werden im Wesentlichen durch die Längenänderungen, die sich als Zerrungen oder Pressungen bemerkbar machen, verursacht. Dies macht sich besonders stark an den Rändern der Abbaufelder oder im Bereich tektonischer Störungen bemerkbar. Dies zeigt sich vornehmlich in Form von Mauerrissen. Die Risse können so extrem sein, dass es durch sie zu ungewolltem Luftzug in den betroffenen Räumen kommt. Eine zweite Schadensart ist die durch unterschiedliche Senkungen verursachte Schiefstellung von Gebäuden. Diese Schieflagen werden in den Steinkohlenbergbauregionen nach dem VBHG-RAG-Abkommen bewertet. Hierbei wird eine mittlere Schieflage zur Bemessung herangezogen und entsprechend bewertet. Durch seitliche Einwirkungen auf das Gebäude kann es dazu kommen, dass das Mauerwerk sich auf der als Sperrschicht eingebrachten Teerpappenlage verschiebt. Dadurch kommt es zum Aufsteigen der Bodenfeuchtigkeit im Mauerwerk. Bedingt durch die, von den Senkungen hervorgerufenen, unterschiedlichen Wasserstände kann es zu einem einseitigen Anstieg des Wasserdrucks kommen, was wiederum zu einer Überflutung von Kellern der betroffenen Häuser führen kann. Durch bergbaubedingte Hebungen des Untergrunds aufgrund des Anstiegs des Grubenwassers kommt es zu Rissen im Mauerwerk. Außerdem können durch den Anstieg des Grubenwassers Keller vernässen. Die jeweiligen Schäden führen zu einer Verkehrswertminderung der betroffenen Immobilien. Insbesondere die durch Bergbaueinwirkungen an den Häusern entstandenen starken Risse können im Extremfall dazu führen, dass die Häuser unbewohnbar werden. Durch Tagesbrüche können so große Löcher entstehen, dass komplette Häuser zerstört werden.

### Schäden an Verkehrsanlagen sowie Ver- und Entsorgungsleitungen
Die Schäden für Verkehrsanlagen und Versorgungsinfrastruktur, insbesondere an den Rändern der Senkungstrichter, sind oftmals nicht unerheblich. Durch Längenänderungen entstehen Straßenschäden, zum Beispiel Risse oder Aufwölbungen. Noch gravierender sind die Schäden, die durch Tagesbrüche an Straßen entstehen können, hierbei kann die komplette Fahrbahndecke über mehrere Meter abstürzen. Ebenso kann es zu Rohrbrüchen kommen. Durch die Senkungen kommt es zu Schäden an Eisenbahngleisen. Diese können so gravierend sein, dass die Gleisanlage nicht mehr genutzt werden kann. Allerdings gilt hier die Regel, dass, wenn ein Nebeneinander von Bergbau und öffentlicher Verkehrsanlage nicht möglich ist, der Verkehrsanlage grundsätzlich der Vorrang gewährt werden muss. Außerdem kommt es an Abwasserkanälen zu Gradientenänderungen. An Schifffahrtskanälen müssen die Senkungen durch Aufdeichen sofort ausgeglichen werden, da der Kanal sonst im Senkungsbereich überlaufen würde. Der Kanal „wächst“ dabei buchstäblich aus dem Gelände heraus.

### Schäden an Gewässern
Schäden an der Gewässern aufgrund bergbaulicher Aktivitäten treten bereits seit der zweiten Hälfte des 19. Jahrhunderts auf. Bäche und Flussläufe werden durch die Senkungen in ihrer natürlichen Vorflut gestört. Dies hat zur Folge, dass die natürliche Entwässerung dieser Fließgewässer erheblich gestört wird und Abwässer nicht mehr richtig abfließen können. Hier muss durch Eindeichungen, Gewässerumlegungen und den Bau von Pumpwerken reagiert werden. Durch die abbaubedingten Senkungen kommt es zu einer Störung der Grundwasserhydrologie. Der Grundwasserspiegel steigt relativ zum Gelände an und es bilden sich ungewollte Feuchtgebiete. Durch Einleitung von Sümpfungswasser oder Entnahme von Wasser zur Flutung eines Tagebaurestloches kann es auch zu gewässerökologischen Schäden sowie Schäden an der wirtschaftlichen Nutzbarkeit angrenzender Gewässer kommen. Wenn diese Grubenwässer mit Schwermetallen belastet sind oder eine hohe Sulfatfracht aufweisen können sie die normale Gewässerökologie der übertägigen Gewässer erheblich schädigen. Dies wirkt sich besonders gravierend aus, wenn die Fließgewässer, z. B. in warmen trockenen Sommern, nur wenig eigenes unbelastetes Wasser haben. Bedingt von Altbergbau können sich Schadstoffe wie z. B. Schwermetalle in den Bodensegmenten der Gewässer angereichert haben, die durch mechanische Belastungen wieder mobilisiert werden und so zur Störung der Gewässerökologie führen.

### Schäden an land- und forstwirtschaftlich genutzten Flächen

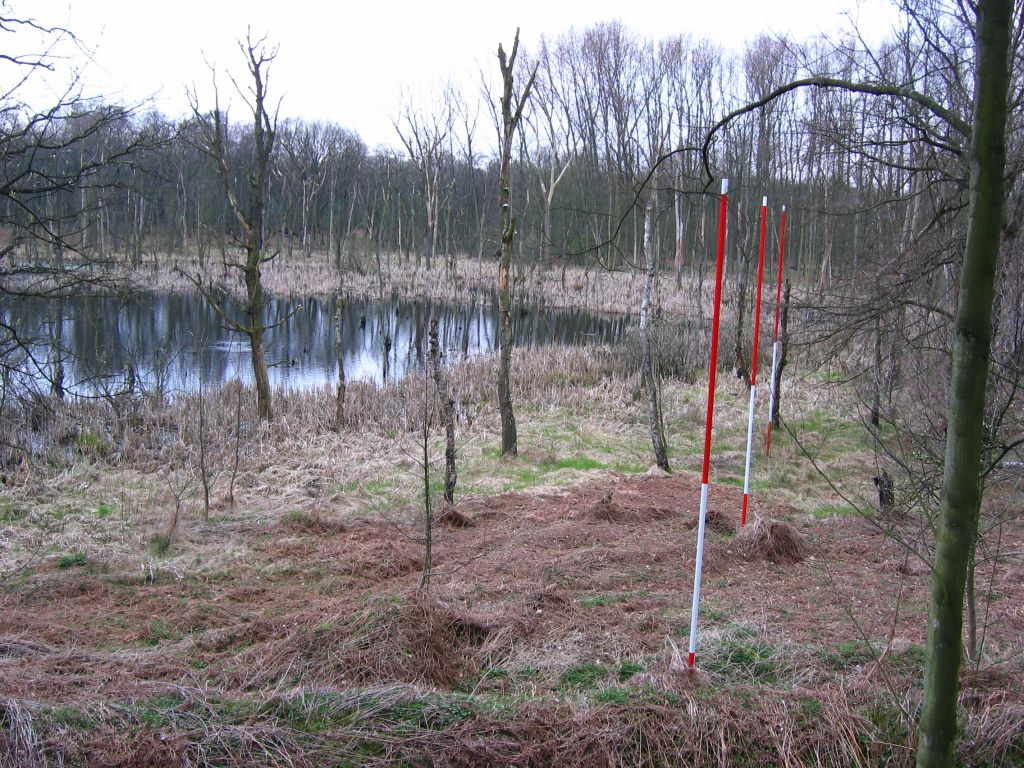
Die Fluchtstäbe zeigen die Bergsenkungen im Emscherbruch in Herten (Nähe Zeche Ewald 1/2/7) in den letzten 25 Jahren (1980: -7,8 m; 1985: – 3,8 m; 1990: – 1,3 m; 2000: Stilllegung)

Durch Veränderungen des Grundwasserspiegels kann es zu Aufwuchsschäden kommen. Durch das aufsteigende Grundwasser kann es zur Seenbildung und Versumpfung ganzer Flächen kommen. Aufgrund von abbauinduzierten Senkungen bildete sich z. B. in Oberhausen auf einer Fläche von 35 Morgen ein künstlicher See. Die durch Bergschäden versumpften Gebiete sind eine neue Form des nicht mehr nutzbaren Landes, das als „industrielles Ödland“ bezeichnet wird. Böden mit (Stau)nässebeeinflussung neigen zur Vergleyung bzw. Pseudovergleyung, was sich üblicherweise negativ auf die landwirtschaftliche Nutzbarkeit auswirkt.

### Landschaftszerstörungen
Durch den bergbaulichen Abbau kommt es zu unterschiedlichen Einwirkungen auf die Erdoberfläche, was wiederum zu Rissen und Senkungen in der Landschaft führt. Durch Tagesbrüche entstehen Löcher im Erdboden, die, wenn sie sehr groß sind, das Landschaftsbild verändern.

## Gesetzliche Regelungen
Viele Jahrzehnte war das Bergschadesrecht in den Berggesetzen der Länder nicht eindeutig geregelt. In Deutschland war mit dem preußischen Berggesetz im Jahr 1865 eine erste gesetzliche Regelung geschaffen worden, die es den Geschädigten ermöglichte, gegen die Verursacher rechtlich vorzugehen. In Österreich wurde erst gegen Ende der zweiten Hälfte des 19. Jahrhunderts mit dem Österreichischen Berggesetz ein Gesetz zur Regelung von Bergschäden in Kraft gesetzt. Allerdings waren auch in diesen Gesetze nicht alle Aspekte des Bergschadesrechtes vollständig erfasst. Insbesondere die Nutzung des nicht zum Bergwerkseigentum gehörenden Teils des Grundeigentums war nicht eindeutig im Gesetz geregelt, was wiederum zu Streitigkeiten führte. Umfassendere Regelungen wurde erst in der zweiten Hälfte des 20. Jahrhunderts mit neuen Berggesetzen geschaffen.
In Deutschland werden seit dem Jahr 1980 die Rechtsfragen zum Thema Bergschäden durch das Bundesberggesetz (BBergG) vom 13. August 1980 §§ 110 ff. gesetzlich geregelt. Danach ist der Verursacher der Bergschäden nach den Regeln des Bürgerlichen Gesetzbuches (BGB) ersatzpflichtig. Nach dem § 120 BBergG kommt es für die untertägige Aufsuchung oder Gewinnung im Rahmen einer Gefährdungshaftung zu einer Beweislastumkehr, d. h. der Bergbaubetrieb muss im Zweifelsfalle beweisen, dass es sich nicht um einen Bergschaden handelt.
Im Bundesberggesetz sind im § 114 insgesamt fünf Fälle ausgeschlossen, bei denen es sich nicht um einen Bergschaden handelt, auch wenn durch die Bergbaueinwirkung jemand geschädigt wurde. Teile dieser Regelungen waren bereits im Allgemeinen Preußischen Berggesetz so geregelt. Es liegt kein Bergschaden im Sinne des § 114 Bundesberggesetzes vor, wenn eine bei dem Bergbaubetrieb beschäftigte Person auf dem Bergwerk geschädigt wird oder wenn im Bergbau verwendete Sachen beschädigt werden. Auch Schäden, die durch einen Bergbaubetrieb bei anderen benachbarten Bergbaubetrieben verursacht werden, gelten nicht als Bergschaden. Nachteile, die durch Planungsentscheidungen mit Rücksicht auf die Lagerstätte entstehen, gelten auch nicht als Bergschäden. Entstehen dem Geschädigten nur unerhebliche Nachteile oder hat er nur unerhebliche Aufwendungen im Zusammenhang mit den Entschädigungsregelungen des § 110, so gelten die Schäden auch nicht als Bergschaden. Entstehen durch den Bergbaubetrieb Einwirkungen, die durch den § 906 des Bürgerlichen Gesetzbuches (Zuführung unwägbarer Stoffe) nicht verboten werden können, so gelten auch diese Einwirkungen nicht als Bergschaden.
In Österreich werden die Rechtsfragen bezüglich der Bergschäden in den §§ 160 bis 168 des Mineralrohstoffgesetzes aus dem Jahr 1993 geregelt. Die Regelungen weisen große Ähnlichkeiten mit den Regelungen des deutschen Bundesberggesetzes auf. Auch das Mineralrohstoffgesetz nennt Bedingungen, unter denen ein Schaden nicht als Bergschaden anerkannt wird. So gelten auch hier Berufskrankheiten oder Arbeitsunfälle ebenso wenig als Bergschaden wie Schäden an bergbaulich genutzten Grundstücken. Wird ein Bergschaden durch ein unabwendbares Ereignis verursacht, das nicht aufgrund einer fehlerhaften Ausführung der Bergbautätigkeit entstanden ist, so besteht keine Ersatzpflicht von Seiten des Bergbautreibenden. Wenn ein Geschädigter von einem Bergschaden an seinem Eigentum Kenntnis hat und den Verursacher kennt, muss er den Bergschaden binnen drei Monaten melden. Lässt der Geschädigte die Meldefrist verstreichen, so verliert er den Anspruch auf Ersatz des Bergschadens.

## Prävention/Bergschadenssicherung
Um Bergschäden zu vermeiden oder zumindest zu mindern, können Bergschädensicherungen eingebaut werden. Bereits in der ersten Hälfte des 20. Jahrhunderts gab es Planungen, wie man Neubauten durch geeignete Baumaßnahmen vor Bergschäden schützen konnte. Jeder Bauherr ist verpflichtet, vorbeugende Maßnahmen gegen Bergschäden vorzunehmen, wenn sich sein Gebäude im Einflussbereich der im Rahmenbetriebsplan angegebenen bergbaulichen Bereiche befindet. Dabei ist es erforderlich, dass das Gebäude so gebaut wird, dass es die Belastungen, die aufgrund der Verformung der Erdoberfläche entstehen, nach Möglichkeit ohne oder zumindest ohne größere Schäden aufnehmen kann. Diese Sicherungen arbeiten entweder nach dem Widerstands- oder nach dem Ausweichprinzip. Konstruktive Verstärkungen des Bauwerks gehören zum Widerstandsprinzip. Bei Sicherungen nach dem Ausweichprinzip werden Gleit- und Dehnfugen oder auch Rollenlager eingebaut; die Bauwerke werden klein gehalten oder in Skelettbauweise errichtet. An Rohrleitungen werden Kompensatoren eingebaut oder sie werden reibungsarm gebettet, um große kleinräumige Dehnungen über große Längen in kleine relative Dehnungen abbauen zu können. Es ist auch möglich, von vornherein Einrichtungen zum späteren anheben und Horizontieren einzubauen. Ein besonders spektakuläres Beispiel für die Bergschadensprävention ist die Arena „Auf Schalke“. Da das Stadion in einem Bergsenkungsgebiet gebaut wurde, musste es mit besonderen Sicherungsmaßnahmen versehen werden. Das Fundament des kompletten Bauwerks besteht aus einem ausgeklügelten System von Bohrpfählen. Die Tribünenkonstruktion wurde durch Verformungsgleitlager gesichert und ist dadurch von der Pfahlgründung getrennt. Die Kosten, die durch solche Maßnahmen entstehen, trägt bei unerheblichen Maßnahmen der Bauherr selbst, bei größeren Kosten muss diese der Bergbauunternehmer zahlen.

## Rückstellungen für Bergschäden
Die Bergbaubetreibenden sind für die Bergschäden ersatzpflichtig. Deshalb kommen auf die Unternehmen aufgrund der entstandenen Schäden immense Kosten zu. Um die Kosten auch begleichen zu können, müssen die Bergbauunternehmen Rückstellungen bilden. So musste beispielsweise das Unternehmen Rheinbraun alleine für das Jahr 1989 Rückstellungen für Bergschäden in Höhe von 2,8 Milliarden Deutsche Mark bilden. In der Regel vergehen zwischen dem Entstehen, dem Erkennen und der Geltendmachung der Bergschäden größere Zeiträume. Aus diesem Grund werden unterschiedliche Rückstellungen gebildet. Diese Rückstellungen müssen somit aufgrund verschiedener Verursacherkriterien gebildet werden. Es müssen Rückstellungen gebildet werden für Bergschäden, die durch den Abbau zwangsläufig verursacht, aber an der Oberfläche noch nicht entstanden sind. Diese Kosten können nur durch Schätzung ermittelt und entsprechend den laufenden Betriebskosten angelastet werden. Schäden, die an der Erdoberfläche wirksam geworden sind, werden als entstandene Schäden durch den Markscheider erfasst und zusammengestellt. Anhand der ermittelten Kosten werden entsprechende Rückstellungen getätigt. Die Bergbauunternehmen des Braunkohlenbergbaus müssen zudem Rückstellungen für die Wiedernutzbarmachung der nicht mehr genutzten Betriebsflächen bilden. Schäden an der Vorflut oder Polderschäden sind Bergschäden, die dauerhaft als Schaden zu ersetzen sind. Hierfür müssen Rückstellungen gebildet werden, die dem Zwanzigfachen der jährlich zu erbringenden Schadensersatzhöhe entsprechen. Rückstellungen für Bergschäden werden auch im Umweltschutzrecht berücksichtigt.

## Bergschadensverzicht
Es ist möglich, die Ersatzpflicht für Bergschäden vertraglich auszuschließen. Dieser Vertragszusatz wird dann als Bergschadensverzicht oder Bergschadenverzicht, bezeichnet und in das Grundbuch des jeweiligen Objektes eingetragen. Der Bergschadensverzicht belastet den Verkehrswert des Grundstückes. Ein Bergschadensverzicht kann aus unterschiedlichen Gründen oder Anlässen vereinbart werden. Diese sind unter anderem Abwicklung eines Totalschadens, Verkauf aus dem Besitz eines Bergwerksunternehmens und der Schutz vor konkreter Bergschadensgefahr (Bauwarnung). In der Regel werden hierbei dann die Kosten für die Bergschadenssicherungsmaßnahmen als Vertragssumme eingetragen.

## Überregional bekannte Bergschadensfälle
Um 2000 wurde die Innenstadt von Wassenberg (NRW) durch Bergschäden betroffen. Es handelte sich um Schäden, die durch den Wiederanstieg des Grundwassers nach der Schließung der Zeche Sophia Jakoba in Hückelhoven entstanden waren. Sie führten zur Gründung von BgB und letztlich 2009/2010 zu den Schlichtungsstellen. 
2004 entstand in Siegen (NRW) ein Tagesbruch in einem Wohngebiet, das sogenannte Siegener Loch. Bis Ende Februar 2004 wurde knapp 1000 Kubikmeter Beton in die Tagesbrüche gepumpt. 22.000 t Baustoffe wurden in den Berg eingebracht. 520 Bohrungen mit einer Gesamtlänge von 14 km wurden geteuft. Das Land NRW blieb auf den insgesamt vier Millionen Euro für die Sicherungsmaßnahmen sitzen, weil es keinen Bergwerksbetreiber mehr gab, den man hätte schadenersatzpflichtig machen können.
Im Jahr 2009 haben etwa 275 Betroffene Ansprüche, aufgrund von Bergschäden die durch den Braunkohlebergbau entstanden sind, gegen RWE Power geltend gemacht. Ein Sachverständiger für Bergschäden sagte: „Auch in Gebieten, die 20 Kilometer weit vom Tagebau entfernt sind, können Schäden entstehen“. „Die Grundwasserabsenkungen, die mit dem Braunkohleabbau in der Region einhergehen, sind in vielen Gebäuden für Risse und Brüche verantwortlich.“
Anfang 2012 tat sich auf dem Mittelstreifen der A 45 bei Dortmund ein 12 Quadratmeter großer und zwei Meter tiefer Krater auf. Untersuchungen ergaben, dass die Autobahn auf vier Kilometern Länge einsturzgefährdet ist. Die Autobahn wurde ab 17. Januar 2012 für einige Wochen in beide Richtungen voll gesperrt. Es handelte sich vermutlich um Grubenbaue der ehemaligen Zeche Gottessegen.

## Schlichtungsstelle Braunkohle
Im Braunkohlebergbau, der in Deutschland heute nur als Tagebau betrieben wird, kommt es zu Senkungen und später zu Hebungen. Dabei ist es oft unklar, ob Gebäudeschäden mit dem Abbau zusammenhängen. Geschädigte müssen nachweisen, dass der Schaden durch das bergbautreibende Unternehmen zumindest mitverursacht wurde. Nach vorhergehenden Verhandlungen wurde im Jahr 2010 eine Schlichtungsstelle unter der damaligen Bezeichnung „Anrufungsstelle“ eingerichtet. Der Unterausschuss Bergbausicherheit des Landtags NRW kümmert sich auch um die Rahmenbedingungen der Schadensregulierung. Darüber hinaus hat RWE Power AG zugesagt, Schadensmeldungen schnell und unbürokratisch zu behandeln. Mögliche Geschädigte wenden sich an RWE Power AG und melden den Schaden. Wird keine Einigung mit dem Bergbautreibenden erzielt, so können sich Privatpersonen seit 2010 an die Schlichtungsstelle Braunkohle NRW wenden. Das Verfahren vor der Schlichtungsstelle ist für den Antragsteller kostenfrei. Es werden RWE Power AG jährlich rund 1.000 Schäden gemeldet, davon rund 100 neue. Davon gelangen 10-20 vor die Schlichtungsstelle in Grevenbroich. Zu Prozessen kommt es sehr selten. Die kollektiven Interessen der Geschädigten vertreten im Rheinland fünf Vereine. Im Jahr 2019 wurde in Brandenburg ebenfalls eine Schlichtungsstelle Braunkohle ins Leben gerufen.

## Interessenvertretungen
Zur Vertretung der Interessen von Bergbaubetroffenen haben sich in Nordrhein-Westfalen und im Saarland eigene Landesverbände gebildet. Es sind dies der Landesverband der Bergbaubetroffenen in NRW, und der Landesverband der Bergbaubetroffenen Saar e. V. (IGAB). Für Geschädigte des Braunkohlentagebaus im rheinischen Braunkohlenrevier wurden der Verein Bürger gegen Bergschäden BgB (Wassenberg), das Netzwerk Bergbaugeschädigter des rheinischen Braunkohlenreviers (Netzwerk) und die Rheinische Initiative Bergschaden e. V. (RIBS) gegründet. Außerdem ist der Verband VBHG (Herten) tätig, dessen Geschäftsgebiet aktive und stillgelegte Bergbauregionen in den alten und neuen Bundesländern umfasst.